# Индийска кобра
Индийската кобра (Naja Naja) е змия от семейство Аспидови (Elapidae). Има неясно колко подвида, най-вероятно между 10 и 20. Някои нейни подвидове впоследствие са класифицирани като отделни видове, както и обратното.
Синоними: ная, очиларка, пакистанска черна кобра, качулата змия и др.

## Разпространение и местообитание
Южна и Югоизточна Азия, Индия, Южен Китай, Бирма, Тайланд, Сиамски полуостров, Шри Ланка, Индонезия (без о. Сулавеси), Филипини, на запад до Афганистан, Иран, Каспийско море. Среща се на голяма надморска височина 2500 m — Хималаи, 3000 m — Каракорум.
Обитава всевъзможни хабитати от пустини и полупустини до тропически гори и екваториални джунгли. Широко разпространена в ниви, оризища, плантации. Урбанизирана — среща се в много градове. В далечно минало ареалът и е стигал до Мала Азия, Арабския полуостров и Северна Африка, но вече е изчезнала от тези места.

## Физически характеристики
На дължина достига до 1,3 – 1,8 m (до 2,5 – непотвърдено). На цвят обикновено е жълто-кафеникава до кафява със синкаво-черен блясък. Понякога е тъмносива до чисто черна. Качулката е голяма, добре изразена с вътрешен ръб. От горната страна на качулката има шарка наподобяваща очи, понякога подобна шарка има и от вътрешната страна. На врата има от 1 до 5 тъмни ивици. Коремът е светъл. Главата е малка, свързана с тялото. Отровните зъби са предни, малки, с вътрешен канал. Зад тях има още няколко по-малки зъба. Отровата е невропаралитична, силна. Типично за всички видове кобри, голям процент от ухапванията са сухи. Снася между 10 и 20 яйца, които се излюпват след 50 – 70 дена.

## Начин на живот
Много рязко си сменя настроението, в даден момент е спокойна и изведнъж става изключително агресивна. Териториална — за леговище избира мравуняци, термитници, дупки на гризачи, изоставени постройки, хамбари, каменни купчини. Води дневен и нощен начин на живот (според хабитата). Храни се с малки гризачи, жаби, гущери, насекоми, рядко с други змии, птици и яйцата им, риба. Тя самата е плячка за някои видове мангусти, хищни птици, варани, крайтове и кралски кобри. Интересно при нея е, че мъжките и женските остават заедно доста дълго време — поведение, нехарактерно за влечугите.